# Pseudoceles ledereri
Pseudoceles ledereri is een rechtvleugelig insect uit de familie veldsprinkhanen (Acrididae). De wetenschappelijke naam van deze soort is voor het eerst geldig gepubliceerd in 1884 door Carl Brunner von Wattenwyl.